# Anderson Rodrigues
Anderson de Oliveira Rodrigues (Rio de Janeiro, 21 maggio 1974) è un allenatore di pallavolo ed ex pallavolista brasiliano, che giocava nei ruoli di schiacciatore-laterale e di schiacciatore-opposto.

## Carriera

### Giocatore
La carriera di Anderson Rodrigues inizia in Brasile, dove entra a far parte stabilmente della nazionale. Prima di trasferirsi in Giappone, ai NEC Blue Rockets, vince un campionato mondiale, due World League, una Coppa del Mondo, una Coppa America e due campionati sudamericani.
Dopo l'esperienza nel campionato giapponese si trasferisce in Italia, dove gioca per tre stagioni nella Pallavolo Piacenza, nel Piemonte Volley, con cui conquista una Coppa Italia, e nel Taranto Volley, con cui diventa il miglior marcatore del campionato. In questo periodo continuano i successi con la sua nazionale: conquista l'oro alle Olimpiadi del 2004 e l'argento nel 2008, oltre a un campionato mondiale, quattro World League, una Coppa del Mondo, una Grand Champions Cup e la medaglia d'oro ai Giochi Panamericani, competizione in cui ottiene anche un bronzo nel 2003.
Dopo un periodo di inattività e il ritiro dalla nazionale, gioca ancora due stagioni nel campionato brasiliano con le maglie del Floripa Esporte Clube e del Minas Tênis Clube, prima del ritiro definitivo.

### Allenatore
Nella stagione 2016-17 guida la formazione femminile brasiliana del Brasília Vôlei Esporte Clube, mentre nel campionato successivo è sulla panchina della formazione elvetica del Volero Zürich che lascia per motivi familiari nel dicembre 2017, dopo aver conquistato la Supercoppa svizzera.

## Palmarès

### Giocatore

#### Club
- Coppa Italia: 1

2005-06

#### Nazionale (competizioni minori)
- Coppa America 2001
- Coppa America 2005
- Coppa America 2007
- Giochi panamericani 2003
- Giochi panamericani 2007

### Allenatore

#### Club
- Supercoppa svizzera: 1

2017

### Premi individuali
- 2007 - Serie A1: Miglior realizzatore
- 2007 - Serie A1: Miglior attaccante[2]